# Броунівський рух

Схематичне зображення переміщень частинки при випадкових блуканнях, характерних для броунівського руху

Броунівський рух або браунівський рух — невпорядкований, хаотичний рух частинки під дією нерівномірних ударів молекул речовини з різних боків у розчинах.
Названий на честь ботаніка Роберта Брауна, який спостерігав це явище під мікроскопом у 1827 р. Теорію броунівського руху сформулював у 1905 р. Альберт Ейнштейн.
Відкриття й пояснення броунівського руху мало велике значення для фізики, оскільки було свідченням теплового руху молекул.
Браун 1827 року, відкрив хаотичний рух спор плауна у воді. Рух завислих частинок відбувався внаслідок руху молекул. Молекули рідини зіштовхуються з завислими у ній частинками, отже й передають їм імпульс. Таким же чином рухаються частинки фарби у воді, пилинки в променях світла (хоча на рух пилинок також впливають і мікропотоки в повітрі) тощо.

Це моделювання броунівського руху великої частинки (частинки пилу), яка стикається з великим набором менших частинок (молекул газу), які рухаються з різною швидкістю в різних випадкових напрямках.

## Спостереження
Це явище можна спостерігати, помістивши на предметне скло мікроскопа зі збільшенням в 500—600 разів краплю дуже розведеної у воді або молоці туші.
Рідина, яка здавалася суцільною і однорідною, в полі зору мікроскопа виглядатиме зовсім інакше — чорні неправильної форми шматочки різних розмірів плавають у безбарвній рідині. Зрозуміло, що це не молекули, а шматочки сажі, що рухаються хаотично, переміщуючись то в один, то в інший бік. Якщо положення будь-якої частинки фіксувати послідовно через рівні інтервали часу (наприклад, через кожні 30 с), то одержимо «заплутану» ламану, яка характеризує траєкторію, котра насправді значно складніша.
У броунівському русі вражає одна незвична для нас особливість — рух частинок не припиняється за будь-яких обставин, хоча під час дослідження його причин вживалися запобіжні заходи, які виключали можливість зовнішніх впливів на броунівські частинки. Характер їх руху не змінювався. Отже, причину руху броунівських частинок слід шукати в самій рідині.
Досліди свідчать, що інтенсивність броунівського руху тим більша, чим вища температура рідини, що ще раз підтверджує безпосередній зв'язок броунівського руху з тепловим рухом молекул.
Перша кількісна теорія броунівського руху з'явилася у 1905. Її автором був Альберт Ейнштейн. Він записав рівняння, яке враховувало хаотичність сили, що діє на броунівську частинку, й, розв'язавши його, отримав співвідношення
{\displaystyle \langle x^{2}\rangle ={\frac {kT}{3\eta \pi a}}t}
де {\displaystyle \langle x^{2}\rangle } — середнє значення квадрата зміщення броунівської частинки вздовж осі Х за час t, Т — абсолютна температура рідини, a — радіус частинки, η — динамічна в'язкість а k — універсальна фізична константа, стала Больцмана.
Теорію Ейнштейна експериментально підтвердив французький фізик Жан Батист Перрен. У період з 1908 по 1913 роки він досліджував броунівський рух і седиментацію частинок у дисперсних системах, а у 1913 році опублікував результати своїх спостережень.

## Історія
Ще Тит Лукрецій Кар у поемі «Про природу речей» пише:
Ще ж і тому тобі якнайпильніше приглянутись треба
До порошинок, які потрапляють у сонячний промінь,
Що в їхніх юрмах, у тому неспокої матимеш образ
Вічних матерії рухів, що їх не сприймаємо зором.
Там запримітиш таке: від невидимих поштовхів часто
Змінюють різко свій шлях порошинки, вертаються знову
(Переклад А. Содомори)
Що вельми нагадує опис і принцип дії броунівського руху, хоча, насправді, рух пилу у повітрі має іншу природу і викликаний порівняно великими потоками повітря.
Безпосередньо броунівський рух вперше спостерігав ще Левенгук за допомогою винайденого ним мікроскопа, а пізніше схоже явище було помічене і іншими дослідниками, проте йому не було надано великого значення.
У червні 1827 року Роберт Броун, британський ботанік, спостерігаючи за пилком кларкії у воді, помітив менші часточки, що відривалися від пилку, а потім самостійно рухалися у воді (як пізніше стало зрозуміло, це були сферосоми). Браун відмітив хаотичність і невпинність цих переміщень. Пізніше він знайшов рухомі частинки у пилку інших рослин та інших частинах їхнього тіла. Після цього Бюффон, з яким Броун поділився своїм відкриттям (як і з багатьма іншими вченими його часу) висловив припущення, що ці рухомі частинки — найменші частинки, з яких складається усе живе. Ця теорія мала успіх, тому що такі частинки знаходилися абсолютно в усіх частинах рослин, що їх досліджували, проте через деякий час стало зрозуміло, що товчене скло та інші мінерали поводять себе так само. Головне, щоб розмір частинок був достатньо маленьким — кілька мікронів. Втім, пояснити, чому частинки рухаються, не зміг ні сам Броун, ні його колеги.
У 1863 році Людвіг Вінер припустив, що рух викликаний постійними ударами молекул о частинку. Ідея була прийнята у науковому середовищі, проте кількісно рух був описаний лише на початку XX століття — Маріан Смолуховський, що працював тоді у Львові у 1904 році і Альберт Ейнштейн у Берні у 1905 незалежно розробили теорії, що передбачали параметри руху мікроскопічних частинок у речовині. У 1908 році Жан Батист Перрен спостерігаючи за рухом сферичних кульок з гумігута підтвердив їх передбачення, а саме, що відстань, на яку зміщується частинка пропорційна кореню з часу. Крім того, завдяки своїм спостереженням, Перрен зміг оцінити число Авогадро з хорошою точністю (15 %). У 1910—1911 роках Міллікен і Флетчер у дослідах з краплями масла у повітрі змогли отримати значення числа Авогадро близькі до сучасних.
Пояснення причин броунівського руху було надзвичайно важливим, адже ще на початку 20 століття деякі вчені, серед яких, наприклад, були Ернст Мах і лауреат Нобелівської премії з хімії 1909 року Вільгельм Оствальд, заперечували атомну теорію будови матерії, вважаючи атоми радше математичними абстракціями. Експерименти Перрена стали підтвердженням того, що броунівський рух є наслідком безпосередньої дії окремих молекул.

## Фізична природа
Молекули рідини при скінченій температурі перебувають у безперервному русі, який отримав назву теплового руху. Стороннє тіло в рідині зазнає поштовхів від молекул. Згідно із законом рівнорозподілу, середня кінетична енергія будь-якої частинки, що перебуває у такому стані, дорівнює кінетичній енергії молекул рідини — {\displaystyle 3/2kT} (без врахування кінетичної енергії, що припадає на обертальний рух). При цьому рух буде абсолютно хаотичним — в середньому частинка діаметром 0,1 мікрометр зазнає удару молекули, а отже, змінює швидкість, 300 мільйонів раз на секунду. При цьому, якщо частинка рухається, то кількість ударів об її передню частину є більшою, ніж об задню. Через це, рух частинки не залежить від природи речовини, з якої вона складається, а тільки від її розмірів — легкі частинки мають більші швидкості (що випливає з однаковості їх кінетичних енергій), проте і швидше гальмуються, важчі частинки — навпаки. Середня пройдена відстань при цьому виявляється рівною.
Чим більша частинка, тим менша частка випадкових ударів молекул, порівняно з опором рідини, тому броунівський рух є помітним лише для маленьких частинок: переміщення частинок радіусом в десятки мікронів і більше є малими порівняно з їхніми розмірами, тому сприймаються як дрижання, або і зовсім непомітні.

## Математичний опис
У математиці броунівський рух розглядається як один із прикладів Вінерівських процесів. У фізиці він описується рівнянням Ланжевена
{\displaystyle m{\dot {\mathbf {v} }}-\gamma \mathbf {v} ={\vec {\xi }}(t)},
де m — маса частки, {\displaystyle \mathbf {v} } — її швидкість, γ — коефіцієнт в'язкості, а
{\displaystyle {\vec {\xi }}(t)} — випадкова сила.
У дуже в'язкому середовищі інерційним членом {\displaystyle m{\dot {\mathbf {v} }}} можна знехтувати й отримати для зміщення x:
{\displaystyle x(t)=-{\frac {1}{\gamma }}\int _{0}^{t}\xi (t^{\prime })dt^{\prime }}.
Оскільки сили, які діють на частинку випадкові, то в середньому вона перебуватиме на місці.
{\displaystyle \langle x(t)\rangle =0}.
Середньо-квадратичне зміщення визначається формулою
{\displaystyle \langle x^{2}(t)\rangle ={\frac {1}{\gamma ^{2}}}\int _{0}^{t}dt^{\prime }\int _{0}^{t}dt^{\prime \prime }\langle \xi (t^{\prime })\xi (t^{\prime \prime })\rangle }.
Вираз {\displaystyle \langle \xi (t^{\prime })\xi (t^{\prime \prime })\rangle }, який потрібно проінтегрувати, називається кореляційною функцією. Залежність кореляційної функції від часу визначає тип випадкового процесу. Найпростішим типом випадкового процесу є марковський процес. Із загальних міркувань зрозуміло, що кореляційна функція для випадкових процесів повинна дорівнювати нулю, якщо інтервали часу {\displaystyle t^{\prime }} і {\displaystyle t^{\prime \prime }} дуже сильно відрізняються, оскільки випадкові сили, які діють на частинку в далекі один від іншого моменти часу, зовсім не узгоджені між собою. Коли {\displaystyle t^{\prime }} і {\displaystyle t^{\prime \prime }} близькі, сили можуть бути узгодженими — стан рідини зберігатиметься певний час. Однак задача про броунівський рух розв'язується особливо просто, якщо взяти кореляційну функцію в найпростішому вигляді
{\displaystyle \langle \xi (t^{\prime })\xi (t^{\prime \prime })\rangle =\alpha \delta (t^{\prime }-t^{\prime \prime })},
де {\displaystyle \delta (t)} — дельта-функція Дірака, а α — стала, що повинна бути визначена з фізичних міркувань. З фізичної точки зору це припущення відповідає тому, що рідина миттєво забуває про свій стан. Підставивши кореляційну функцію в такому вигляді в формулу для середнього квадратичного зміщення, можна провести інтегрування, отримавши
{\displaystyle \langle x^{2}(t)\rangle ={\frac {\alpha }{\gamma ^{2}}}t},
тобто підтвердження того, що середнє квадратичне зміщення броунівської частинки пропорційне часу.

## Обертальний броунівський рух
Якщо броунівську частинку можна вважати твердим тілом, то вона буде мати три додаткових ступені свободи, пов'язаних з обертанням, на кожну з яких також буде припадати {\displaystyle kT/2} енергії. Молекули, вдаряючись об частинку, можуть передавати їй не тільки імпульс, але й момент імпульсу, що призводить до хаотичного обертання частинки навколо всіх можливих осей. Так само як і для поступального руху, середній кут повороту навколо довільної осі буде нульовим. Середньоквадратичний кут повороту буде дорівнювати
{\displaystyle \langle \delta \phi ^{2}\rangle ={\frac {kT}{4\eta \pi a^{3}}}t}
Як можна бачити, обертальний броунівський рух значно сильніше ніж поступальний залежить від розміру частинок.
Для перевірки цих співвідношень використовуються високочутливі крутильні терези, оскільки побачити обертання мікроскопічних пилинок надзвичайно важко.

## Гіпсометричний розподіл
Без броунівського руху, будь-які сторонні частинки у рідині з часом осіли б на дно, або ж навпаки, спливали до поверхні, проте через постійний хаотичний рух цей процес порушується. В реальності, враховуючи дію броунівського руху, можна показати, що концентрація частинок після осідання найбільша біля дна, проте з ростом висоти спадає не одразу, а експоненційно. Цей стан називають седиментаційною рівновагою.
Залежність концентрації частинок і висоти називається гіпсометричним, або барометричним розподілом, і може бути записана наступним чином:
{\displaystyle h={\frac {RT\ln({\frac {C_{1}}{C_{2}}})}{N_{a}mg}}{\frac {\nu }{\nu -\nu _{0}}}}
де С1 — концентрація біля дна, С2 — концентрація на висоті h, T — температура, m — маса частинок, ν — густина речовини частинок, ν0 — густина рідини.
Так, для частинок золота діаметром 1,86 нанометрів у воді, висота, на якій концентрація частинок спадає вдвічі становить 2,15 метра, тоді як для частинок діаметром 186 нанометрів така висота складає 0,2 мікрометри.

## Броунівський двигун

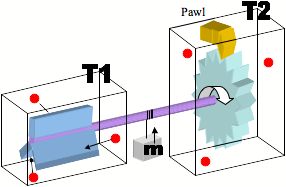
Принципова схема тріскачки Фейнмана

Суть броунівського руху полягає у перетворенні теплової енергії на кінетичну, що може наводити на думку про вічний двигун другого роду — для цього достатньо було б зробити систему, в якій частинка може рухатись лише в один бік, наприклад використавши якусь варіацію храпового механізму. Проте ще Смолуховський у 1912 році показав, що якщо усі частини цієї системи будуть знаходитися у тепловій рівновазі, то заскочка на храповику, також знаходячись у броунівському русі, іноді буде підстрибувати, дозволяючи колесу прокрутитись назад, в середньому компенсуючи всі здобутки (це пояснення стало більш відомим, після того як Річард Фейнман популяризував його, тому цю схему іноді називають фейнманівською тріскачкою).
Втім, за відсутності термодинамічної рівноваги, можливо спонукати частинку рухатись у виділеному напрямку. Один зі способів добитись такого руху — створити пилкоподібний потенціал з достатньо малим розміром зубців, де правий і лівий схили зубців пилки будуть мати різний нахил. Варто зазначити, що робота, що її виконує частинка в такій системі є значно меншою, ніж енергія, що затрачується на створення потенціалу, тому така система не буде вічним двигуном.
Одне з потенційних способів використання такого руху — сортування нанометрових частинок за розмірами.
Моторні білки, такі як міозин, рухаються саме таким чином. Пилкоподібний потенціал створюється за допомогою гідролізу АТФ.
Існують дані, що бактерії теж використовують подібну схему, проте змінюють власну форму, замість використання зовнішніх полів.
Також, хоча і неможливо створити машину, що за допомогою броунівського руху порушувала б другий закон термодинаміки, з його допомогою можна побачити його статистичну природу. Так, можна створити тепловий двигун з броунівської частинки, ККД якого іноді буде перевищувати 100 %, хоча в середньому і буде нижчим.